# Trinidad (Honduras)
Trinidad è una città dell'Honduras facente parte del dipartimento di Santa Bárbara.
Il comune è stato istituito il 14 maggio 1794 ed ottenne lo status di città il 18 marzo 1926.